# 폭스잇 PDF 리더
폭스잇 PDF 리더(Foxit PDF Reader, 이전 명칭: 폭스잇 리더, Foxit Reader)는 개인, 기업, 정부 기관, 교육 기관 상관 없이 무료로 PDF 문서를 읽고 주석(코멘트)과 서명을 추가하며 PDF 양식 채우기가 가능한 PDF 리더이다. 폭스잇 PDF 리더는 용량이 작고 실행 속도가 빠르며 어떤 PDF 파일이든 열고 보고 서명하고 인쇄할 수 있는 등 다양한 기능들을 가지고 있는 PDF 뷰어이다. 폭스잇 PDF 리더는 공인된 PDF 생성 솔루션을 제공하며 모든 데스크탑에서 가능한 PDF 생성 기능을 제공한다. 또한 종합적인 보안 기능으로 의심가는 바이러스를 차단하여 사용자의 시스템과 회사의 안전을 보호한다. 폭스잇 PDF 리더는 영어 버전, 한국어 버전외에도 중국어, 일본어, 불어, 독일어, 포르투갈어, 러시아어, 스페인어 등 다양한 언어로 제공되고 있다.

## 시스템 요구사항
- 마이크로소프트 윈도우 XP 홈, 프로페셔널, 또는 태블릿 PC 에디션의 서비스팩 2 또는 3 (32비트 & 64비트)
- 윈도우 비스타 홈 베이식, 홈 프리미엄, 비즈니스, 얼티밋, 엔터프라이즈 서비스 팩1 또는 엔터프라이즈 서비스 팩 제외 (32비트 & 64비트)
- 윈도 7 (32비트 & 64비트)
- 마이크로소프트 오피스 2003 혹은 이후 버전(일부 PDF 생성 기능에 필요)
- 액티브 디렉터리 RMS(권한 관리 서비스) 및 셰어포인트 통합 기능 활용시에는 윈도 7 또는 서비스 팩(SP2)이 포함된 윈도우 비스타 필요
- 윈도8 모든 버전
- Citrix Ready의 Citrix XenApp 6에서 검증

## 버전

### 마이크로소프트 윈도우
폭스잇 리더 7.0 한글판은 Window XP, Vista,7, 8.1을 지원하는 최신 버전이다.

### 리눅스 버전
폭스잇 소프트웨어는 세 가지 포맷으로 리눅스 버전을 제공한다. 데비안과 데비안 기반 배포판 (우분투, LMDE)을 위한 .deb, RPM 기반 배포판을 위한 .rpm, tar.gz 파일의 미리 컴파일된 바이너리 패키지.

## 같이 보기
- PDF 소프트웨어 목록